# Професійна спілка польських літераторів
Професі́йна спі́лка по́льських літера́торів (пол. Związek Zawodowy Literatów Polskich)  — це організація, створена 1920 року.

## 1920—1939
Професійну спілку польських літераторів (ПСПЛ) засновано з ініціативи Стефана Жеромського 14 травня 1920 року на Першому загальнопольському з'їзді польських письменників у Варшаві.
З 1920 року діяли філії ПСПЛ у Кракові та Львові, з 1921 року — в Познані, а з 1925 року — у Вільнюсі.
У перші роки діяльності ПСПЛ тривав пошук компромісу між централізацією та федералізацією незалежних відділень. 1925 року взяла гору концепція федералізації, й спілці дали нову назву — Товариство спілок польських літераторів (ТСПЛ) — Zrzeszenie Związków Literatów Polskich. 1935 року організацію централізували й повернули їй стару назву.
Завдяки старанням членів спілки Сейм Республіки Польща ухвалив закон від 29 березня 1926 року про авторське право.
Під час Другої світової війни спілка не діяла офіційно.

## 1944—1949
Поновлена в серпні 1944 року на загальних зборах членів ПСПЛ у Любліні, спілка була лише формально колишньою організацією. Її тимчасовим головою став Юліан Пшибось, а на з'їзді ПСПЛ у Кракові в серпні — вересні 1945 року цю посаду перебрав Ярослав Івашкевич. Апарат ПОРП здійснював фактичний контроль над спілкою.
1949 року ПСПЛ реорганізували в Спілку польських письменників, підпорядковану Міністерству культури Польщі.
Головами Професійної спілки польських літераторів були: Стефан Жеромський (1920—1923), Юліуш Каден-Бандровський (1923—1926, 1933—1935), Анджей Струґ (1924—1935, з перервами), Вацлав Серошевський (1927—1930), Остап Ортвін (1934), Фердинанд Ґетель (1933—1939, з перервами), Юліан Пшибось (1944—1945) і Ярослав Івашкевич (1945—1949).